# Palacete del Marqués de Rafal
El palacete del Marqués de Rafal es un inmueble de la ciudad española de Madrid, situado entre las calles de Castelló y Padilla. Ubicado en el barrio de Lista y siguiendo la tipología de otros palacios similares de esta zona del ensanche de Madrid, fue construido para Alfonso de Pardo y Manuel de Villena, XIV Marqués de Rafal. Desde 1922, funciona como residencia oficial del embajador de Bélgica en España.

## Disposición
Solo se encuentra una fachada abierta a la calle Castelló, ya que las demás son rodeadas por el jardín y la verja. La entrada al inmueble se realiza por la calle Padilla, disponiendo de un paso de carruajes bajo soportal.

## Galería

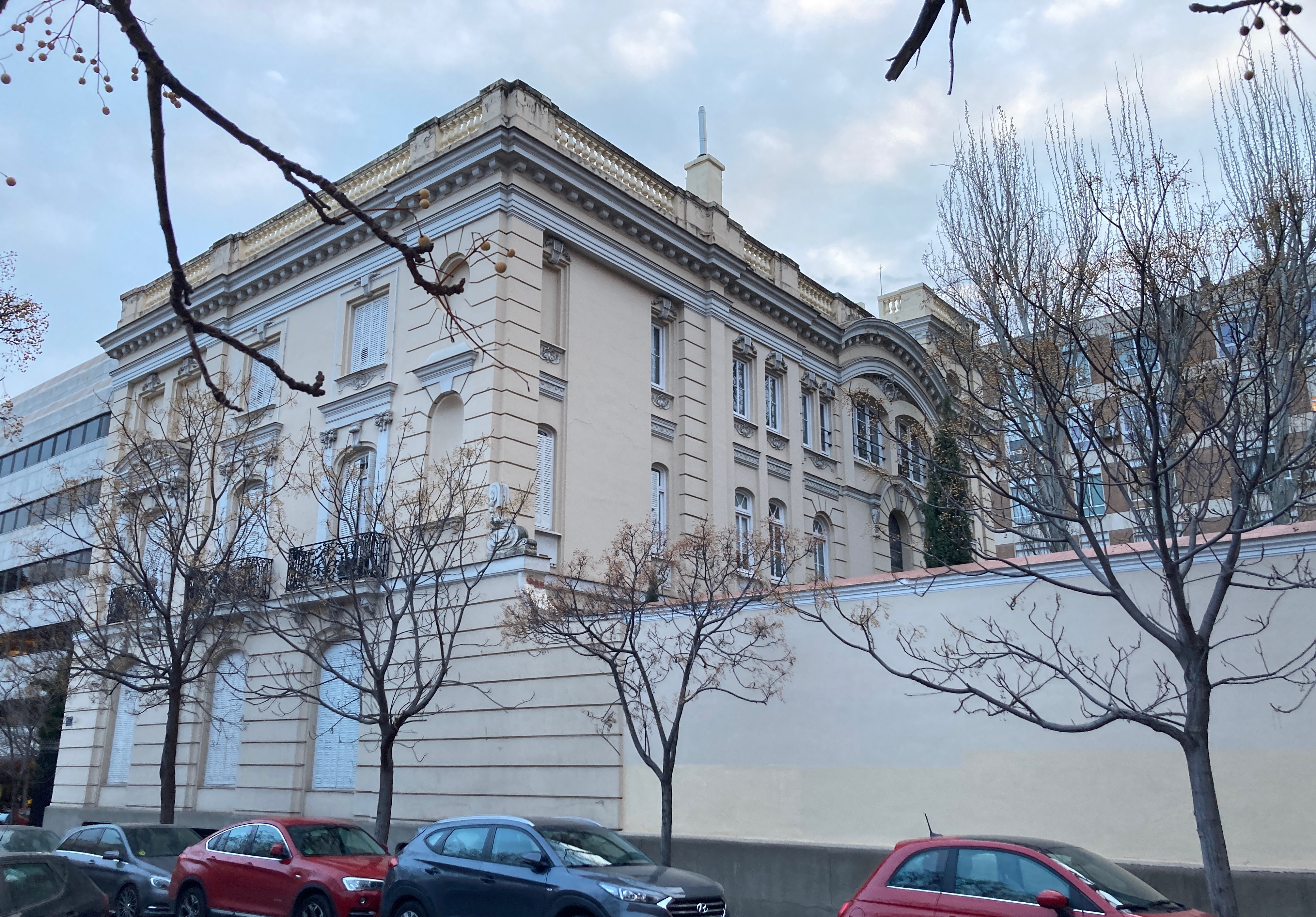
Vista trasera
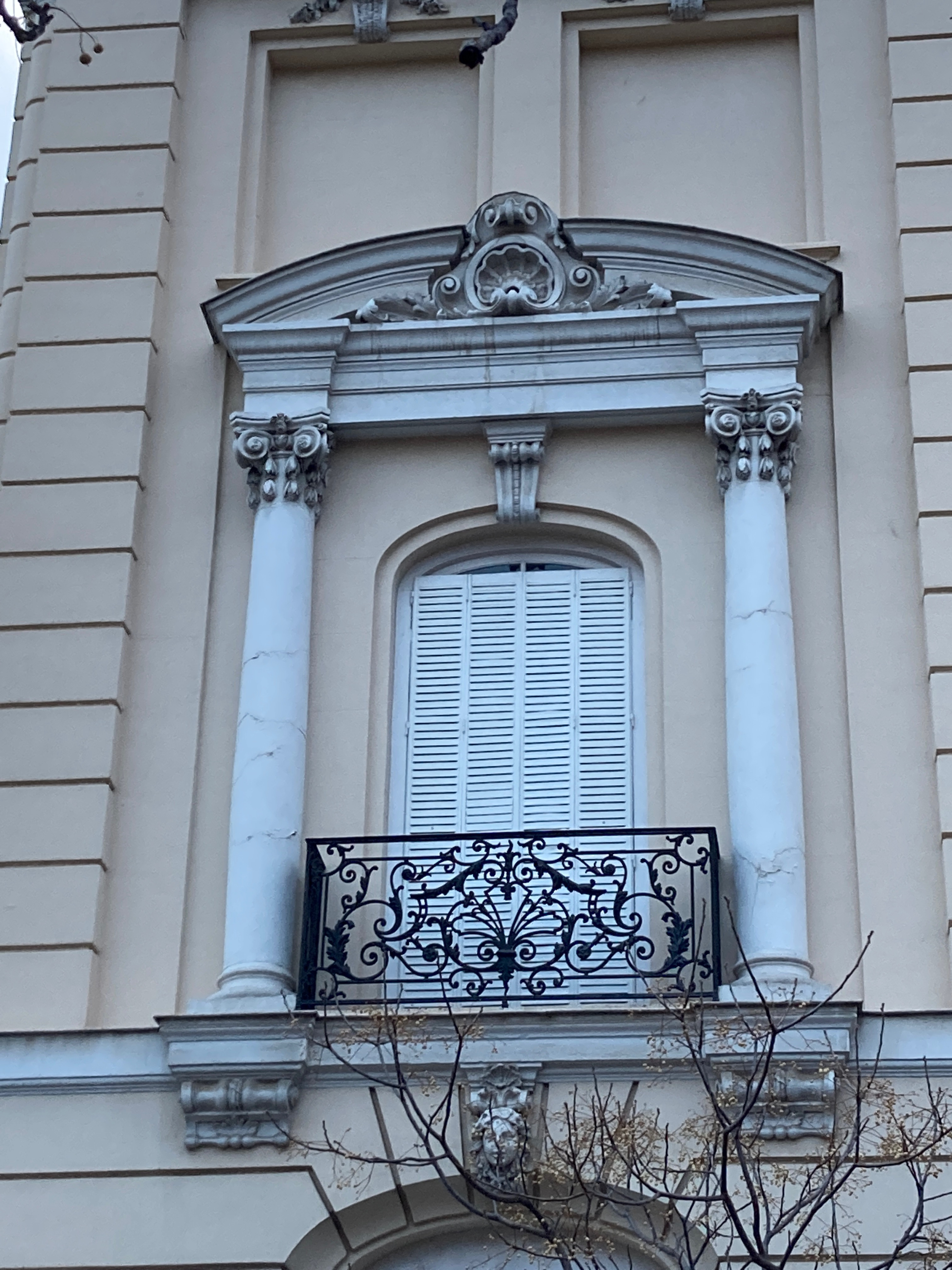
Detalle de la ventana

- Datos: Q28058797
- Multimedia: Antiguo palacete del marqués de Rafal, Madrid / Q28058797